# Vạn Hoa
Vạn Hoa (tiếng Trung: 萬華區; bính âm: Wànhúa Qū; Wade–Giles: Wan-hua Chü; Bạch thoại tự: Báng-kah-khu), là một quận lâu đời nhất của thành phố Đài Bắc, Trung Hoa Dân Quốc (Đài Loan). Quận có các công trình mang tính lịch sử như chùa Mãnh Giá Long Sơn, ngôi chua cổ nhất của Đài Bắc và kịch trường Hồng Lâu, nhà hát lớn nhất của Đài Bắc. Tuy nhiên, hiện quận đang phải đối mặt với tình trang xuống cấp của cơ sở hạ tầng.